# Sherri Martel
Sherri Martel, ringnavn for Sherri Schrull (født Sherri Russell) (8. februar 1958 – 15. juni 2007) var en amerikansk wrestler og manager, der var bedst kendt under ringnavnene Sherri Martel og Sensational Sherri. Igennem sin karriere kæmpede hun i American Wrestling Association (AWA) og Extreme Championship Wrestling (ECW) som Sherri Martel, i World Wrestling Federation (WWF) som Sensational Sherri, Sensational Queen Sherri, Peggy Sue og Scary Sherri og i World Championship Wrestling (WCW) som Sensuous Sherri og Sister Sherri.
Hun vandt i sin karriere i AWA bl.a. AWA World Women's Championship tre gange. Fra 1987 til 1993 arbejdede hos for WWF, hvor hun vandt WWF Women's Championship én gang og var manager for bl.a. Shawn Michaels og Randy Savage. Dér blev hun også kendt for at synge Shawn Michaels' entrance theme. I 1994 skrev hun kontrakt med WCW, hvor blev hun manager for verdensmesteren Ric Flair. Hun blev fyret i 1997, men nåede inden da at være manager for tagteamet Harlem Heat i en årrække. Sherri Martel blev indsat i WWE Hall of Fame af Ted DiBiase i 2006. Hun døde i 2007 af en overdosis.